# Neuenhause 5, 5a

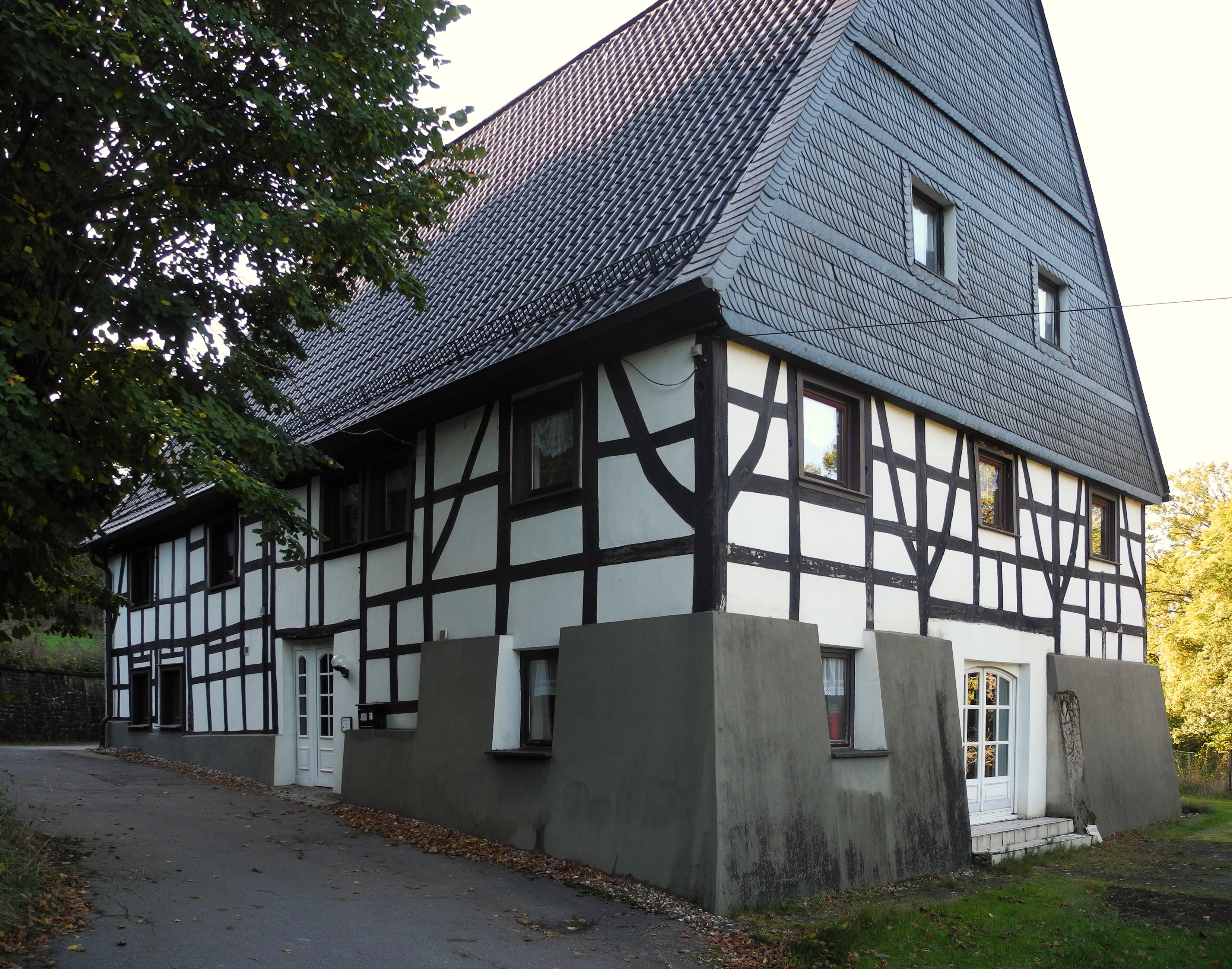
Hauptgebäude von 1693

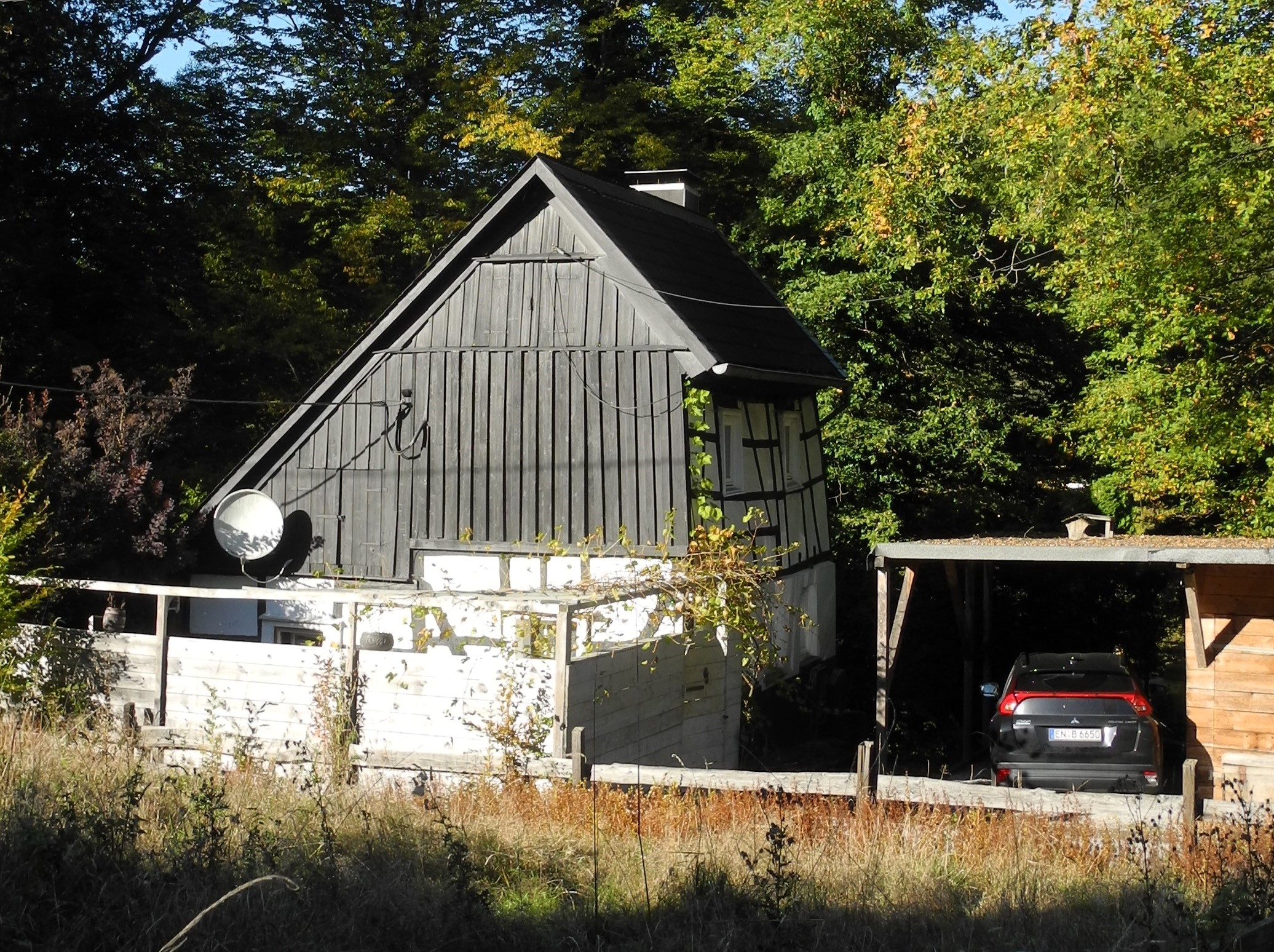
Nebengebäude

Das Gebäudeensemble Neuenhause 5, 5a ist eine denkmalgeschützte Fachwerkhausgruppe im Ennepetaler Ortsteil Neuenhause. Das Hauptgebäude Neuenhause 5 datiert laut Inschrift auf das Jahr 1693.

## Beschreibung
Das Gebäudeensemble befindet sich im Tal der Ennepe in Höhe des Ennepetaler Freizeitbades nahe Gut Ahlhausen.  
Das Hauptgebäude Neuenhause 5 ist zweigeschossig und besitzt zur Südostseite ein unregelmäßiges Fachwerk mit seitlichen, gegenläufigen Schwertbändern. Neuere Fenster sind ohne, die älteren mit Sprossen versehen. Das Satteldach ist steil und mit glasierten Ziegeln gedeckt, Holz verkleidet die Giebeldreiecke. Die Ortgänge sind verschiefert. 
Ein Stück weiter zur Ennepe hin liegt das Nebengebäude Neuenhause 5a, ebenfalls ein Fachwerkhaus. Das äußere Erscheinungsbild ähnelt in seinen Stilelementen dem des Hauptgebäudes. Das Satteldach ist nach Westen hin abgeschleppt.